# Altica helianthemi
Altica helianthemi är en skalbaggsart som först beskrevs av Allard 1859.  Altica helianthemi ingår i släktet Altica, och familjen bladbaggar. Arten har ej påträffats i Sverige.